# Friesodielsia auriculata
Friesodielsia auriculata là loài thực vật có hoa thuộc họ Na. Loài này được (Elmer) Steenis mô tả khoa học đầu tiên năm 1964.